# Roland Rens
Roland Rens (Aarschot, 3 oktober 1952 – 3 april 2007) was een Belgisch beeldhouwer-tekenaar.

## Leven en werk
Rens stamde uit een gezin van twaalf kinderen. Hij was gehuwd, had een zoon en een stiefdochter.
"Reeds als driejarige was zijn talent duidelijk. Hij was voortdurend aan het tekenen en al wat in zijn buurt kwam werd door hem op een creatieve manier bewerkt", vertelt een oudere zus. Rens studeerde aan de Koninklijke Academie voor Beeldende Kunsten van Mechelen (1971-1975) en daarna het Nationaal Hoger Instituut voor Schone Kunsten in Antwerpen (1975-1978), waar hij internationale contacten legde.
Rens was leraar aan de Academie voor Schone Kunsten van Lier tussen 1978 en 1994 en vanaf 1990 aan de Stedelijke Academie voor Beeldende Kunsten van zijn geboortestad. Hij verwierf meerdere prijzen en hield talrijke tentoonstellingen in binnen- en buitenland.
Prijzen: 1975: Vermelding Jonge Belgische Beeldhouwkunst, Prijs Rotary Antwerpen, Prijs van de Prins (Club der XII) Antwerpen 
1976: Eerste vermelding Hembecca, Lucie Loots; 1977: Prijs Ringers Diamonds.               

Belangrijke werken van de kunstenaar staan in Maaseik "De Monumententafel" en "Kaal, Lui, Lekker en hovaardig"  ; Lier (zuster Symforosa); Bree "De Breese Voet"; Herk-de-Stad "Klokke R.R." en "De Lach"; Temse" De Cocon"; Oud-Turnhout "De Liereman"; Antwerpen: Provinciehuis, Prentenkabinet, Plantijn Moretus; Itegem; Leuven (Dorre, de bakker), maar vooral in Aarschot. Daar loopt men via de beeldenwandeling langs de Grenadier Guard (parking), de Demerwachter (Grote Markt), de Beter-weter (BuSO-school Amerstraat), St-Rochus (O.L.V.-kerk), Rik Viool (Nieuwstraat) en De Lach en De Grauwzuster aan het CC Het Gasthuis. Samen met de leerlingen van de Aarschotse academie werkte hij de beeldengroep Als ik ooit eens vijf minuten tijd heb uit, die op de Bonewijk staat.

## De Lach
Om een activiteit van Radio 3 te promoten in Aarschot, werd Rens gevraagd een tekening voor de affiche te maken. De tekening “De Lach” werd onmiddellijk het logo en het symbool van het cultureel centrum. Toen het cultureel centrum verhuisde naar de nieuwe culturele site en omgedoopt werd tot CC Het Gasthuis, kreeg Rens de opdracht de figuur in een bronzen buste te vereeuwigen. Deze prijkt sindsdien voor de ingang van het cultureel centrum.

## Ander werk
Maar Rens liet ook heel wat schetsen, tekeningen en schilderijen na. Veel inspiratie deed hij op tijdens zijn verblijf in zijn vakantiewoning in het Franse Beaune (Bourgogne).
Hij maakte ook tekeningen voor een boek: Vuurmond, waarin hij gedichten van Johan Van Cauwenberghe illustreerde.

## Overlijden en erkenning
Rens overleed op 54-jarige leeftijd na een slepende ziekte en werd opgebaard in zijn werkatelier.
In februari 2008 werd aan Rens postuum het ereburgerschap van de stad Aarschot toegekend. Het was de eerste keer sedert de toekenning van het ereburgerschap in 1963 dat dit postuum gebeurde, wat meteen het uitzonderlijk belang van deze kunstenaar voor Aarschot onderstreepte. Rens werd daarmee de 20ste ereburger van de stad Aarschot.
De Aarschotse gemeenteraad besliste in november 2013 om de Demerkade die achteraan langs het atelier van de kunstenaar passeert, om te dopen in de Roland Renskade.
- Gemeinsame Normdatei: 174262418
- RKD-Nederlands Instituut voor Kunstgeschiedenis: 66322
- Virtual International Authority File: 205245666
- WorldCat: E39PBJfh764ybc9TffqxJK6qcP